# 애니멜로 서머 라이브
애니멜로 서머 라이브(Animelo Summer Live, 통칭 아니사마)는 애니메이션 송 전문 착신 멜로디 전달 사이트 〈아니메로믹스〉를 운영하는 AG-ONE(2009년 이전까지는 드왕고와 분카 방송)이 주최하는 일본내 최대의 애니메이션 송 라이브 이벤트이다. 2005년부터 매년 개최되고 있다.

## 개요
출연자는 가수나 CD를 릴리스 하고 있는 성우가 중심이지만, 라이브로 노래하는 곡은 애니메이션의 주제가 만이 아니고, 게임이나 특수 촬영의 주제가, 오리지널 곡도 포함되어 있다.
레코드 회사, 라벨의 테두리를 넘어 다수의 출연자가 집결하는 것을 특색으로 하고 있다.
출연진의 중심적 인물은 오쿠이 마사미이며, 테마 송의 제작에도 관여하고 있다. 라이브에서는 오쿠이 마사미가 톱 배터(타자)로 다른 출연자와 듀엣 하는 것이 정평이 되어 있었지만, 2008년부터 2일간 공연이 열리게 됨에 따라 첫날에는 미즈키 나나와 타무라 유카리가, 두 번째 날에는 JAM Project와 미사토 아키가 첫 타자로 나왔다.
최근 들어서는 애니메이션 전문 가수가 아닌 일반 가수가 출연하는 일도 많아서 아이우치 리나, m.o.v.e, 오오츠키 켄지, GACKT, 나카가와 쇼코 등이 출연하는 경우가 있다. DVD화 되는 경우에는 판권 문제로 짤리는 경우가 간혹 있다.
연주는 실제 연주가 기본이며, 자신의 밴드나 댄서를 가지고 있는 출연자는 함께 출연하는 것이 많다. 또 밴드를 가지고 있지 않은 출연자의 곡은 매년 선택되는〈아니서머 밴드〉가 연주하고 있다.

## 2005년
- 타이틀: Animelo Summer Live 2005 -THE BRIDGE-
- 개최일: 2005년 7월 10일
- 장소: 국립 요요기 경기장 제일 체육관
- 주최: 드원고, 분카 방송
- 후원: NACK5
- 협력: evolution, GIZA studio, 킹 레코드, 제네온 엔터테인먼트, 벨 우드·레코드, 포니 캐논, 란티스, 리얼라이즈 레코드

### 출연진
- 오쿠이 마사미
- 카게야마 히로노부
- JAM Project
- 미즈키 나나
- 다카하시 나오즈미
- 쿠리바야시 미나미
- 요네쿠라 치히로
- 이시다 요코
- can/goo
- 시모카와 미쿠니
- unicorn table
- 스즈키 타츠히사
- 오미 토모에
- 아이우치 리나

### 공연리스트
1. TRANSMIGRATION / 미즈키 나나,오쿠이 마사미(ES Hour 라디오의 시간 이미지송)
2. 윤무-revolution(輪舞-revolution) / 오쿠이 마사미(소녀혁명 우테나 OP)
3. A confession of TOKIO / 오쿠이 마사미(애니멜로믹스 CM송)
4. TRUST / 오쿠이 마사미(이사람이 나의 주인님 OP)
5. OPEN YOUR MIND～작은 날개를 펴고서(OPEN YOUR MIND～小さな羽根ひろげて) / 이시다 요코(오! 나의 여신님 TV판 1기 OP)
6. 정열의 여신(情熱の女神) / 이시다 요코(Anime TV ED)
7. 잔혹한 천사의 테제 / 이시다 요코,오쿠이 마사미(신세기 에반게리온 OP)
8. We are!(ウィーアー!) / 키타다니 히로시,엔도 마사아키,다카하시 나오즈미(ONE PIECE OP)
9. KUJIKENAIKARA! / 쿠리바야시 미나미,시모카와 미쿠니(슬레이어즈 ED)
10. CHA-LA HEAD CHA-LA / 카게야마 히로노부(드래곤볼 Z OP)
11. 꿈의 광년(夢光年) / 카게야마 히로노부(우주선 사자리우스 ED)
12. Just a Survivor / 스즈키 타츠히사(좋아하는 것은 좋아하는 것이니까 어쩔 수 없어!! OP)
13. tomorrow / 시모카와 미쿠니(풀 메탈 패닉 OP)
14. 남풍(南風) / 시모카와 미쿠니(풀 메탈 패닉! 더 세컨드 레이드 OP)
15. 먼 곳, 그대의 편에서(遙か,君のもとへ…) / 다카하시 나오즈미(머나먼 시공 속에서 OP)
16. glorydays / 다카하시 나오즈미(S.S.D.S.〜찰나의 영웅〜(S.S.D.S.〜刹那の英雄〜) 이미지 송)
17. 그대를 만나서 좋았어(君に会えてよかった)(iromelo-mix) / 다카하시 나오즈미(RADIO 애니멜로 믹스 테마곡)
18. FLY AWAY / unicorn table(진키 - 익스텐디드 OP)
19. 폭풍 속에서 빛나줘 / 요네쿠라 치히로(기동전사 건담 제 08MS 소대 OP)
20. 영원의 비(永遠の扉)/ 요네쿠라 치히로(기동전사 건담 제 08MS 소대 밀러의 리포트 OP)
21. 아니서머 스페셜 메들리(アニサマスペシャルメドレー) / 요네쿠라 치히로
  1. WILL(선계전 봉신연의 OP)
  2. Little Soldier(게임실황 파워풀 프로야구 8 OP)
  3. 나의 스피드에(僕のスピードで)(마호라바 ED)
22. 우타카타(ウタカタ) / 오미 토모에(Dream Factory ED)
23. 환상(まぼろし) / can/goo(시스터 프린세스 RePure OP)
24. 가르쳐 주세요(教えてあげる) / can/goo(선생님의 시간 OP)
25. Precious Memories / 쿠리바야시 미나미(애니메이션네가 바라는 영원 OP)
26. Blue Treasure / 쿠리바야시 미나미(타이드 라인 블루 OP)
27. 마브러브(マブラヴ) / 쿠리바야시 미나미(마브러브 OP)
28. SKILL / JAM Project(제2차 슈퍼로봇대전α OP)
29. 한계 배틀(限界バトル) / JAM Project(유희왕 듀얼몬스터즈 GX ED)
30. 미궁의 프리즈너(迷宮のプリズナー) / JAM Project(슈퍼 로봇 대전ORIGINAL GENERATION THE ANIMATION OP)
31. VICTORY / JAM Project,이시다 요코,요네쿠라 치히로(슈퍼로봇대전 MX OP)
32. I can't stop my love for you / 아이우치 리나(명탐정 코난 OP)
33. 사랑은 스릴, 쇼크, 서스펜스(恋はスリル,ショック,サスペンス) / 아이우치 리나(명탐정 코난 OP)
34. Still in the groove / 미즈키 나나(이로멜로믹스 CM솔)
35. Take a shot / 미즈키 나나(마법소녀 리리컬 나노하 삽입곡)
36. WILD EYES / 미즈키 나나(바실리스크 〜코우가인법서〜 ED)
37. POWER GATE / 여성 출연진(TV 오사카계 M-VOICEED)
38. ONENESS / 아니서머 프렌즈
-앵콜-
39. ACCESS! / 다카하시 나오즈미,이시다 요코,엔도 마사아키,오쿠이 마사미,쿠리바야시 미나미,시모카와 미쿠니,스즈키 타츠히사,미즈키 나나,요네쿠라 치히로(RADIO애니멜로믹스 테마곡)
40. ONENESS / 출연자 전원

### CD
ONENESS
노래: 아니서머 프렌즈(오쿠이 마사미, 카게야마 히로노부, JAM Project, 미즈키 나나, 다카하시 나오즈미, 쿠리바야시 미나미, 요네쿠라 치히로, 이시다 요코, can/goo,시모카와 미쿠니, unicorn table, 스즈키 타츠히사, 오미 토모에, 아이우치 리나)
작사・작곡: 오쿠이 마사미
Animelo Summer Live 2005 -THE BRIDGE- 테마곡
2005년 6월 24일발매/ONENESS PROJECT/애니메이트/ONEM-0001

## 2006년
- 타이틀: Animelo Summer Live 2006 -OUTRIDE-
- 개최일: 2006년 7월 8일
- 장소: 일본 무도관
- 주최: 드왕고, 분카 방송
- 후원: 키즈 스테이션
- 기획: 애니멜로 서머 라이브 2006 실행 위원회
- 제작: 퓨처 신디케이트 J
- 협력: 에이벡스 엔터테인먼트, evolution, 온더런, GIZA studio, 킹 레코드, 제네온 엔터테인먼트, 빅터 엔터테인멘트, 벨 우드 코드, 란티스, 리얼라이즈레코드

### 출연자
- 오쿠이 마사미
- JAM Project
- 미즈키 나나
- 다카하시 나오즈미
- 쿠리바야시 미나미
- 요네쿠라 치히로
- 이시다 요코
- ALI PROJECT
- 사에구사 유카 IN db
- 이시카와 치아키
- savage genius
- KENN with The NaB's
- 가요 아이코

#### 스페셜 게스트
- 히라노 아야, 치하라 미노리, 고토 유코(스즈미야 하루히의 우울에서)

##### 서포트 멤버
- IMAJO: 기타
- 스파클링☆포인트: 백 코러스

### 공연 리스트
1. MASK / 오쿠이 마사미,쿠리바야시 미나미(폭렬 헌터 ED)
2. Rumbling hearts / 쿠리바야시 미나미(게임네가 바라는 영원 OP)
3. Crystal Energy / 쿠리바야시 미나미(마이 오토메 OP)
4. 행복의 빛깔(幸せのいろ) / 이시다 요코(오! 나의 여신님 TV판 2기 OP)
5. 붉은 정적(紅の静寂) / 이시다 요코(작안의 샤나 ED)
6. 전광석화의 사랑(電光石火の恋) / 다카하시 나오즈미(머나먼 시공 속에서 3 이미지송)
7. 무적의 smile(無敵なsmile) / 다카하시 나오즈미(무적 철가방 ED)
8. OK! / 다카하시 나오즈미(타이업이 없는 곡)
9. 여성 애니송 메들리(女子アニソンメドレー)
  1. 폭풍속에서 빛나줘(嵐の中で輝いて) / 요네쿠라 치히로
  2. Otomeno Polish(乙女のポリシー) / 이시다 요코(미소녀전사 세일러문 OP)
  3. Shining☆Days / 쿠리바야시 미나미(마이 히메 OP)
  4. 목표는 포켓몬 마스터 / 마츠모토 리카(포켓몬스터 OP)
10. 하레하레 유카이 / 히라노 아야, 치하라 미노리, 고토 유코(스즈미야 하루히의 우울 ED)
11. Wake Up Your Heart / KENN with The NaB's(유희왕 듀얼몬스터즈GX ED)
12. Forever... / savage genius(EREMENTAR GERAD OP)
13. 기도의 시(祈りの詩) / savage genius(시문 ED)
14. 사랑해줘♥좀 더(愛してね♥もっと) / 가요 아이코(천상천하 ED)
15. 어두움 가운데의 미궁(瞳の中の迷宮) / 가요 아이코(야미와 모자와 책의 여행자 OP)
16. WILL / 요네쿠라 치히로
17. 푸른 하늘과 그대에(青空とキミへ) / 요네쿠라 치히로(타이업이 없는 곡)
18. 남성 애니송 메들리(男子アニソンメドレー)[1]
  1. CHA-LA HEAD CHA-LA / 카게야마 히로노부
  2. PLANET DANCE / 후쿠야마 요시키(마크로스 7 삽입곡)
  3. We Are!(ウィーアー!) / 키타다니 히로시
  4. 용자왕 탄생(勇者王誕生!) / 엔도 마사아키(용자왕 가오가이거 OP)
  5. SOLDIER DREAM 〜성투사성시〜 / 카게야마 히로노부,후쿠야마 요시키,키타다니 히로시,엔도 마사아키(성투사성시 OP)
19. Candy Lie / r.o.r/s(오쿠이 마사미,요네쿠라 치히로)(타이업이 없는 곡)
20. SECOND IMPACT / 오쿠이 마사미(애니멜로믹스 CM송)
21. WILD SPICE / 오쿠이 마사미(무적 철가방 OP)
22. zero-G- / 오쿠이 마사미(RAY THE ANIMATION OP)
23. 그대와 약속했던 아름다운 그 장소까지(君と約束した優しいあの場所まで) / 사에구사 유카 IN db(명탐정 코난 OP)
24. Everybody Jump / 사에구사 유카 IN db(격투미신 우롱 REBIRTH OP)
25. 100개의 문(100もの扉) / 아이우치 리나&사에구사 유카(코러스: 스파클링☆포인트)(명탐정 코난 OP)
26. GLORIOUS / 아이우치 리나(Another Century's Episode 2 이미지송)
27. MIRACLE -Allegro. vivacemix- / 아이우치 리나(MÄR -메르헤븐- ED)
28. 성소녀영역 / ALI PROJECT(로젠 메이든 트로이멘트 OP)
29. 망국각성 카타르시스 / ALI PROJECT(.hack//Roots ED)
30. GONG(Album version) / JAM Project(제3차 슈퍼로봇대전α-종언의 은하에- OP)
31. 아랑～SAVIOR IN THE DARK～(牙狼～SAVIOR IN THE DARK～) / JAM Project(GARO-아랑- OP)
32. SKILL / JAM Project,요네쿠라 치히로, 쿠리바야시 미나미, 이시다 요코
33. 아름답다면 그걸로 좋아(美しければそれでいい) / 이시카와 치아키(시문 OP)
34. 그렇게 함께였는데 (あんなに一緒だったのに) / 이시카와 치아키(기동전사 건담 SEED ED)
35. SUPER GENERATION / 미즈키 나나(야구치 히토리 ED)
36. innocent starter / 미즈키 나나(마법소녀 리리컬 나노하 OP)
37. 히메무라 사키 / 미즈키 나나(바실리스크 〜코우가인법서〜 ED)
38. ETERNAL BLAZE / 미즈키 나나(마법소녀 리리컬 나노하 A's OP)
39. OUTRIDE / 아니서머 프렌즈
-앵콜-
40. ONENESS / 아니서머 프렌즈
41. OUTRIDE / 출연자 전원

### CD
OUTRIDE
노래: 오쿠이 마사미, JAM Project, 미즈키 나나, 다카하시 나오즈미, 쿠리바야시 미나미, 요네쿠라 치히로, 이시다 요코, 아이우치 리나, ALI PROJECT, 사에구사 유카 IN db, 이시카와 치아키, savage genius, KENN with The NaB's, 가요 아이코
작사: 오쿠이 마사미/작곡: 카게야마 히로노부/편곡: 코노 요고
Animelo Summer Live 2006 -OUTRIDE- 테마송
2006년 6월 9일 발매/제네온 엔터테인먼트/GNCA-0031

### DVD
Animelo Summer Live 2006 -OUTRIDE- I
2006년 12월 21일 발매/킹 레코드/KIBA-1365
Animelo Summer Live 2006 -OUTRIDE- II
2006년 12월 21일 발매/빅터 엔터테인먼트/VIBL-354
- 오프닝과 엔딩, 메이킹은 양쪽에 다 수록되었으며 출연자들은 각각 한쪽에만 등장한다.

- 하레하레 유카이 / 히라노 아야, 치하라 미노리, 고토 유코는 수록되지 않았고, 드왕고에서는〈악곡과 관련된 작품의 사정으로 수록하지 못하게 되었다.〉라고 발표한 바 있다.

### 라디오
2006년 4월 8일부터 9월 30일 까지《A&G 초 RADIO SHOW〜애니 슈퍼!〜》(분카 방송)안에서, Animelo Summer Live 2006과 연동되는 미니방송 《아니서머 STATION》이 방송되었다. 진행자는 오쿠이 마사미와 쿠리바야시 미나미.

### 그외 기타
- 제 36회 후지 산케이 광고대상에서〈애니멜로 섬머라이브 2006-OUTRIDE-〉가 이벤트 부분 우수상을 차지했다.
- 플레이 가이드의 e+내에서, 출연하지 않는 angela의 정보가 일정기간동안 잘못 연재되어 있었다.[2]。

## 2007년
- 타이틀: Animelo Summer Live 2007 -Generation-A-
- 개최일: 2007년 7월 7일
- 장소: 일본 무도관
- 주최: 드왕고, 분카 방송
- 후원: 키즈 스테이션, 텔레비전 카나가와
- 기획: 아니메로사마라이브 2007 실행 위원회
- 제작: 퓨처 신디케이트 J
- 협력: 에이벡스 엔터테인먼트, avex tune, evolution, 킹 레코드, 콜롬비아뮤직엔터테인먼트, 제네온 엔터테인먼트, SISTUS RECORDS, DMP 레코드, 드왕고 AG 엔터테인먼트, 픽스 레코드, 란티스, 리얼라이즈레코드

### 출연자
- 오쿠이 마사미
- JAM Project
- 미즈키 나나
- 다카하시 나오즈미
- 쿠리바야시 미나미
- ALI PROJECT
- 모모이 하루코
- 쥬카이
- m.o.v.e
- 오미 토모에
- 사이킥 러버
- Suara
- Cy-Rim rev.
- 치하라 미노리

#### 스페셜 게스트
- 야베노 히코마루(덴츄)&코토히메(MOMOEIKA)
- 히라노 아야

#### 숨겨진 게스트
- 타카하시 요코
- PaniCrew

### 공연 리스트
1. 윤무-revolution (輪舞-revolution) / 오쿠이 마사미, 미즈키 나나(소녀혁명 우테나 OP)
2. -w- / 오쿠이 마사미(타이업 없는 곡)
3. 하늘을 달리는 다리 / 오쿠이 마사미(테일즈 오브 이터니아 THE ANIMATION OP)
4. Romantic summer / 모모이 하루코(세토의 신부 OP)
5. WONDER MOMO-i / 모모이 하루코(태고의 달인 시리즈)
6. 순백의 생츄어리 / 치하라 미노리(키디 그레이드 2 파일럿 DVD 테마곡)
7. 네가 주었던 그날 / 치하라 미노리(타이업 없는 곡)
8. 사랑의 Dice☆가르쳐 줘(恋のDice☆教えて) / Cy-Rim rev.(CircusLand I 주제가)
9. 성소녀영역 / 타카라노 아리카,미즈키 나나(로젠 메이든 트로이멘트 OP)
10. 손바닥(てのひら) / 다카하시 나오즈미
11. 그대를 만나서 좋았어(君に会えてよかった) / 다카하시 나오즈미(RADIO 애니멜로 믹스 ED)
12. Yell! / 쿠리바야시 미나미(슈퍼 로봇대전OG -디바인 워즈- ED)
13. 날개는 Pleasure Line(翼はPleasure Line) / 쿠리바야시 미나미(크로노 크루세이드 OP)
14. 몽상가(夢想歌) / Suara(칭송받는 자 OP)
15. 당신을 위해(キミガタメ) / Suara(칭송받는 자 ED)
16. Float～하늘의 저편에～(Float～空の彼方で～) / 오미 토모에(솔티 레이 ED)
17. 록 리버에(ロックリバーへ) / 오미 토모에(꼬마 너구리 라스칼 OP 커버)
18. 우시로유비사사레구미 / 쿠리바야시 미나미,모모이 하루코(하이스쿨! 기면조 OP 커버)
19. Systematic Fantasy / m.o.v.e(격주!GT ED)
20. Gamble Rumble / m.o.v.e(이니셜 D Third Stage OP)
21. 레츠고! 음양사 / 야베노히코마로&코토히메 With 스님 댄서즈
22. 특수전대 데카레인저 (일본어: 特捜戦隊デカレンジャー) / 사이킥 러버(특수전대 데카레인저 OP)
23. XTC / 사이킥 러버(위치블레이드 OP)
24. 당신이 있던 숲(あなたがいた森) / 쥬카이(Fate/stay night ED)
25. 피어서는 안 되는 꽃(咲かせてはいけない花) / 쥬카이(タイアップ無し)
26. 용협청춘가(勇侠青春謳) / ALI PROJECT(코드기어스 반역의 를르슈 ED)
27. 암흑천국(暗黒天国) / ALI PROJECT(꼬마 여신 카린 OP)
28. 무릎을 꿇고 발을 핥아라(跪いて足をお嘗め) / ALI PROJECT(괴물왕녀 ED)
29. 메들리(メドレー) / 다카하시 요코
  1. 혼의 리프레인(魂のルフラン)(신세기 에반게리온 극장판 DEATH & REBIRTH 사도신생 테마곡)
  2. 잔혹한 천사의 테제(신세기 에반게리온 OP)
30. 모험이지, 그렇지?〜펑크 데쇼 version〜 / 하리노 아야(스즈미야 하루히의 우울 OP)
31. Break Out / JAM Project(슈퍼 로봇대전 OG -디바인 워즈- OP)
32. VICTORY / JAM Project
33. SKILL / JAM Project
34. Justice to Believe / 미즈키 나나(와일드 암즈더 5th 뱅가드 OP)
35. SECRET AMBITION / 미즈키 나나(마법소녀 리리컬 나노하 StrikerS OP)
36. Heart-shaped chant / 미즈키 나나(샤이닝 윈드 OP)
37. Generation-A / 아니서머 프렌즈
-앵콜-
38. OUTRIDE / 출연자 전원
39. Generation-A / 출연자 전원

### CD
Generation-A
노래: 오쿠이 마사미, JAM Project, 미즈키 나나, 다카하시 나오즈미, 쿠리바야시 미나미, ALI PROJECT, 모모이 하루코, 쥬카이, m.o.v.e, 오미 토모에, 사이킥러버, Suara, Cy-Rim rev., 치하라 미노리
작가: 오쿠이 마사미/작곡: 오쿠이 마사미/편곡: MACARONI☆,Monta
Animelo Summer Live 2007 -Generation-A- 테마곡
2007년 6월 20일 발매/드왕고 AG 엔터테인먼트/EVCS-1002

### DVD
Animelo Summer Live 2007 -GENERATION A-
2007년 11월 28일 발매/란티스/LABM-7015〜7017
- 3장으로 구성되었으며 리허셜 광경 및 오프샷 영상 수록.
- 사이킥러버의〈특수전대 데카레인저〉가 수록곡에서 제외되었다.

### 관련 방송
2007년 4월 19일부터 오쿠이 마사미가 MC를 맡은 음악 프로그램《@Tunes.》(TV 가나가와)내에, 이벤트와 연동된 카운트다운 코너《아니서머 STATION》가 매주 10분간 정도 방송되었다。MC는 2006년의〈아니서머 STATION〉처럼,오쿠이 마사미와 쿠리바야시 미나미.
또 공식 사이트에서 인터넷을 통해 스트리밍 방식으로 방송되었다.
《아니메 파라다이스!》(키즈 스테이션)내에서도 동일하게《아니서머 Navi》라고 하는 코너가 생겼다. MC는 아니메 파라다이스의 와시자키 타케시, 이노우에 나나, 사카이 카나코가 그대로 맡는다.
한 층 더 나아가서 양 프로그램의 연동 캠페인으로 양 프로그램에서 다른 키워드를 매주 1자씩 밝힌 다음 최종적으로 발표된 2개의 키워드를 라이브 회장 창구에서 말하면 오리지널 T셔츠가 배포되었다.

### 온라인 중계
- 렛츠고! 음양사의 모습은 라이브 종료 후, 드왕고 공식 영상으로 니코니코 동화에 업로드 되었다.

### 그 외에
- 2007년 3월 29일에 발표 기자회견이 거행되었다. 사회를 맡은 이는 와시자키 타케시였다.

## 2008년
- 타이틀: Animelo Summer Live 2008 -Challenge-
- 개최일: 2008년 8월 30일, 8월 31일
- 장소: 사이타마 슈퍼 아레나
- 주최: 드왕고, 분카 방송
- 후원: 키즈 스테이션, 텔레비전 카나가와, NACK5, 사이타마 슈퍼 아레나
- 기획: 애니멜로섬머라이브 2008 실행 위원회
- 제작: 퓨처 신디케이트 J
- 협력: ave;new, 에이벡스 엔터테인먼트, 킹 레코드, queens label, 콜롬비아뮤직엔터테인먼트, JVC 엔터테인먼트, 제네온 엔터테인먼트, 드왕고 AG 엔터테인먼트, 픽스 레코드, 란티스

### 출연진

#### 8월30일 출연자
- AKINO from bless4
- ALI PROJECT
- 이시다 요코
- 오쿠이 마사미
- 가련 Girl's(可憐Girl's)
- CooRie
- GRANRODEO
- 쿠리바야시 미나미
- savage genius
- Suara
- 타무라 유카리
- 치하라 미노리
- AAA
- 미즈키 나나
- m.o.v.e
- yozuca*

#### 8월31일 출연자
- ave;new feat.사쿠라 사오리
- 이시카와 치아키
- ELISA
- 흑장미 보존회(黒薔薇保存会)
- 사이킥 러버
- Sound Horizon
- JAM Project
- 도메스틱 러브 밴드
- 아이돌 마스터(나카무라 에리코, 이마이 아사미, 타카하시 치아키, 시모다 아사미)
- 히라노 아야
- 후쿠야마 요시키
- miko
- 미사토 아키
- May'n
- 모모이 하루코
- OSAIC.WAV
- 요네쿠라 치히로
- 리아

#### 시크릿 게스트
- 코이케 마사야(8월 31일, 모모이 하루코의 세션으로 UNDER17로 참가)

### 공연 리스트

#### 8월 30일
1. 메들리(メドレー) / 미즈키 나나,타무라 유카리
  1. 사랑하자 소녀여恋せよ女の子(극상생도회 OP)
  2. 아노네〜마미무메☆모가쵸(アノネ〜まみむめ☆もがちょ)(마미무메★모가쵸 OP)
2. 동화미궁(童話迷宮) / 타무라 유카리(전설의 용사 빨간 망토 OP)
3. 밤비노 밤비나バンビーノ・バンビーナ / 타무라 유카리(타이업 없는 곡)
4. 메론의 테마〜유카리 왕국 국가〜(めろ〜んのテーマ〜ゆかり王国国歌〜) / 타무라 유카리(타이업 없는 곡)
5. STRIKE WITCHES〜내가 할 수 있는 일〜(STRIKE WITCHES〜わたしにできること〜) / 이시다 요코(스트라이크 위치스 OP)
6. 영원의 꽃(永遠の花) / 이시다 요코(쪽빛보다 푸르게OP)
7. 벚꽃 피는 미래의 사랑의 꿈(サクラサクミライコイユメ) / yozuca*(D.C. 다카포 OP)
8. Morning-sugar rays / yozuca*(타이업 없는 곡)
9. 센티멘탈(センチメンタル) / CooRie(미도리의 나날 OP)
10. 존재 / CooRie(D.C. 다카포 ED)
11. DIVE INTO STREAM / m.o.v.e(이니셜 D EXTREME STAGE OP)
12. Gamble Rumble / m.o.v.e
13. ZERO / AAA(월드 디스트럭션 ~세계 파멸의 6인~ OP)
14. Climax Jump / AAA(가면라이더 덴오 OP)
15. Over The Future / 가련Girl's(절대가련 칠드런 OP)
16. nowhere / savage genius,치하라 미노리,yozuca*(MADLAX 삽입곡)
17. JUST TUNE / savage genius(밤벚꽃 사중주 OP)
18. 마음을 연주하며(想いを奏でて) / savage genius(우타∽카타 OP)
19. 창성의 아쿠에리온 / AKINO from bless4(창성의 아쿠에리온 OP)
20. Go Tight! / AKINO from bless4(창성의 아쿠에리온 OP)
21. 통곡의 비(慟哭ノ雨) / GRANRODEO(사랑하는 천사 안젤리크 빛나는 내일 OP)
22. 건전한 본능(ケンゼンな本能) / GRANRODEO(타이업 없는 곡)
23. Love Jump / 쿠리바야시 미나미(쿠레나이 OP)
24. Next Season / 쿠리바야시 미나미(그대가 바라는 영원〜Next Season〜 OP)
25. Shining☆Days / 쿠리바야시 미나미(마이 히메 OP)
26. haunting Melody / Suara(티어즈・투・티아라 화관의 대지 OP)
27. 성좌(星座) / Suara(쿠사리 ED)
28. Contact / 치하라 미노리(타이업 없는 곡)
29. 시인의 여행(詩人の旅) / 치하라 미노리(타이업 없는 곡)
30. 비가 갠 뒤의 꽃이여 피어라(雨上がりの花よ咲け) / 치하라 미노리(타이업 없는 곡)
31. 눈, 무음, 창가에서(雪,無音,窓辺にて。) / 치하라 미노리(스즈미야 하루히의 우울 이미지송)
32. 윤무-revolution(輪舞-revolution) / 오쿠이 마사미,치하라 미노리(소녀혁명 우테나 OP)
33. INSANITY / 오쿠이 마사미(마브러브 얼터너티브 토탈 이클립스 AVN OP)
34. 언령(コトダマ) / ALI PROJECT(사후문 OP)
35. 사랑과 진실(愛と誠) / ALI PROJECT(팝픈뮤직)
36. 나의 기품 있는 악의 꽃 / ALI PROJECT(코드기어스 반역의 를르슈 R2 ED)
37. 잔광의 가이아 / 미즈키 나나(셀렉션 X ED)
38. Dancing in the velvet moon / 미즈키 나나(로자리오와 뱀파이어 ED)
39. Pray / 미즈키 나나(마법소녀 리리컬 나노하 StrikerS 삽입곡)
40. ETERNAL BLAZE / 미즈키 나나, 타카라노 아리카
41. Yells 〜It's a beautiful life〜 / 아니서머 2008 출연 아티스트
-앵콜-
42. Generation-A / 아니서머 2008 출연 아티스트
43. Yells 〜It's a beautiful life〜 / 출연자 전원

#### 8월 31일
(*는 니코니코 동화에서 생방송으로 방송된 것이다.)
1. * 추억은 억천만(思い出はおっくせんまん!) / JAM Project,미사토 아키(록맨 2 Dr.와일리의 수수께끼 BGM 어레인지)
2. * BLOOD QUEEN / 미사토 아키(괴물왕녀 OP)
3. * 그대가 하늘이었어(君が空だった) / 미사토 아키(마이 히메 ED)
4. euphoric field / ELISA(ef - a tale of memories. OP)
5. HIKARI / ELISA(닌자의 왕 ED)
6. Happy☆Material(ハッピー☆マテリアル)[도메스틱 러브밴드 style] / 도메스틱 러브밴드(마법선생 네기마! OP)
7. Shangri-La[도메스틱 러브밴드 stylee] / 도메스틱 러브밴드(창궁의 파프너 OP)
8. 아침과 밤의 이야기(朝と夜の物語) / Sound Horizon(타이업 없는 곡)
9. 노예시장(奴隷市場) / Sound Horizon(타이업 없는 곡)
10. 성전의 이베이라 메들리(聖戦のイベリアメドレー) / Sound Horizon(타이업 없는 곡)
11. 메들리(メドレー) / 흑장미보존회
  1. 하나비(花火)(타이업 없는 곡)
  2. 온 하늘의 플라네타리움(満天プラネタリウム)(타이업 없는 곡)
12. 히카리 -type black-(ヒカリ -type black-) / 흑장미 보존회(이누가밋! OP)
13. * Feel so Easy! / 모모이 하루코(Mission-E ED)
14. * LOVE.EXE / 모모이 하루코(BALDR FORCE EXE OP)
15. * 천벌! 엔젤라비(天罰! エンジェルラビィ) / UNDER17,MOSAIC.WAV(매직컬 트윌러 엔젤나비☆걸작선 OP)
16. * 최강○×계획(最強○×計画) / MOSAIC.WAV(스모모모모모모 ~지상최강의 신부~ OP)
17. * 가챠가챠 큣~토 피규@메이트(ガチャガチャきゅっ〜と・ふぃぎゅ@メイト) / MOSAIC.WAV(피규@메이트 OP)
18. * 메들리(メドレー) / ave;new feat.사쿠라 사오리
  1. true my heart -Lovable mix-(Nursery Rhyme OP)
  2. Iris -special edit-(타이업 없는 곡)
  3. 러블리☆엔젤!!(ラブリー☆えんじぇる!!) -short version-(쾌도천사 트윈엔젤 테마곡)
19. * 마리사는 엄청난 것을 훔쳐갔습니다. / miko(동방요요몽 BGM 어레인지)
20. * 새의 시(鳥の詩) / 리아(AIR OP)
21. * 메들리(メドレー) / 나카무라 에리코・이마이 아사미・타카하시 치아키・시모다 아사미 from THE IDOLM@STER
  1. GO MY WAY!!
  2. キラメキラリ
  3. relations
  4. エージェント夜を往く
  5. Do-Dai
  6. 蒼い鳥
  7. GO MY WAY!!
22. * THE IDOLM@STER / 나카무라 에리코・이마이 아사미・타카하시 치아키・시모다 아사미 from THE IDOLM@STER
23. 붉은 맹세(真赤な誓い) / 후쿠야마 요시키(무장연금 OP)
24. 노던 크로스(ノーザンクロス) / May'n(마크로스 F ED)
25. 사수좌☆오후 9시 Don't be late(射手座☆午後九時Don't be late) / May'n(마크로스 F 삽입곡)
26. Precious Time,Glory Days / 사이킥 러버(유희왕 듀얼 몬스터즈GX OP)
27. 고동~get closer~(鼓動〜get closer〜) / 사이킥 러버(위치블레이드 挿入歌)
28. LOVE★GUN / 히라노 아야(타이업 없는 곡)
29. Unnamed world / 히라노 아야(20면상의 딸 ED)
30. 언인스톨 / 이시카와 치아키(지어스 OP)
31. prototype / 이시카와 치아키(기동전사 건담 002기 ED)
32. 메들리(メドレー) / 요네쿠라 치히로,이시카와 치아키
  1. 그렇게 함께였는데(あんなに一緒だったのに)
  2. 폭풍속에서 빛나줘(嵐の中で輝いて)
33. 영원의 문(永遠の扉) / 요네쿠라 치히로
34. FRIENDS / 요네쿠라 치히로(선계전 봉신연의 ED)
35. * No Border / JAM Project(타이업 없는 곡)
36. * Rocks / JAM Project(슈퍼 로봇대전 OG ORIGINAL GENERATIONS OP)
37. * SKILL / JAM Project
38. Yells 〜It's a beautiful life〜 / 아니서머 2008 출연 아티스트
-앵콜-
39. Generation-A / 아니서머 2008 출연 아티스트
40. Yells 〜It's a beautiful life〜 / 출연자 전원

### CD
Yells～It's a beautiful life～
노래: ALI PROJECT, 이시카와 치아키, 이시다 요코, ELISA, GRANRODEO, 쿠리바야시 미나미, 사이킥러버, savage genius, JAM Project, Suara, 치하라 미노리, 히라노 아야, 미사토 아키, 미즈키 나나, May'n, 모모이 하루코, 요네쿠라 치히로
작사: 오쿠이 마사미/작곡: 카게야마 히로노부
Animelo Summer Live 2008 -Challenge- 테마송
2008년 7월 23일 발매/드왕고 AG 엔터테이먼트/evolution/EVCS-1003

### Blu-ray, DVD
Animelo Summer Live 2008 -Challenge- 8.30
2009년 3월 25일 발매/킹 레코드/KIXM-3〜4,KIBM-201〜203
Animelo Summer Live 2008 -Challenge- 8.31
2009년 3월 25일 발매/킹 레코드/KIXM-5〜6,KIBM-204〜206
※각각 Blu-ray판(2매로 구성) 및 DVD판(3매로 구성)이 수록
- 30일 분에는 이시다 요코〈STRIKE WITCHES〜내가 할 수 있는 일〜(STRIKE WITCHES〜わたしにできること〜) 〉가 미수록
- 31일 분에는 Sound Horizon, THE IDOLM@STER가 미수록

### 온라인 중계
- 31일의 공연 영상은 니코니코 생방으로 일부가 방송되었다. 1만명 한정이었으나 실제로는 최대 1만 8천명이 넘게 보고 있었다.

### 그 외에
- 30일에 참가한 오쿠이 마사미는 31일의 JAM Project로 참가하는 공연까지 참가할 예정이었으나 개인적으로 참가한 30일을 기점으로 이미 대상포진이 발병한 상태인데 이 상태에서 병을 숨기고 공연을 강행하는 바람에 상태가 악화, 의사의 강력한 권고로 인해 31일 공연은 무대에 서지 못하고 객석에 앉아서 이벤트의 성공을 지켜봤다. 그리고 JAM Project가 무대에 오를 때, 리더인 카게야마 히로노부는 란티스의 사장인 이노우에 슌지에 의해 팔에 ‘오쿠이’라고 쓰고 나왔다.[3] 또한 당초 계획에 의하면 이날 JAM Project로 참가하는 것 뿐 아니라 May'n과 콜레보레이션으로 Get along을 부를 예정이었지만 취소되었다.[4]
- TBS에서 2009년 1월 11일에, 키즈 스테이션에서 같은 해 2월 12일에 라이브의 모습을 정리한 특별 프로그램이 방송되었다. 당시 출연자들의 노래가 한 곡씩 나왔으나 Sound Horizon과 THE IDOLM@STER의 노래는 방송되지 않았다.
- 2008년 공연 종료 후 Animelo Summer Live 2009가 스크린을 통해 고지되었다.
- 2008년 4월 11일에 발표 기자회견이 거행되었다. 사회는 전년과 마찬가지로 와시자키 타케시. 회견장에는 카게야마 히로노부, 오쿠이 마사미, 미즈키 나나, 이시카와 치아키, 치하라 미노리, 쿠리바야시 미나미가 아티스트 대표로 참가했다.

## 2009년
- 타이틀: Animelo Summer Live 2009 -RE:BRIDGE-
- 개최일: 2009년 8월 22일, 8월 23일
- 장소: 사이타마 슈퍼 아레나
- 주최: 드왕고, 분카 방송
- 후원: 애니맥스브로드캐스트 재팬, 키즈 스테이션, NACK5, 사이타마 슈퍼 아레나
- 특별 협찬: 굿 스마일 컨퍼니, 브시로드
- 기획: 애니멜로섬머라이브 2009 실행 위원회
- 협력: 에이벡스 엔터테인먼트, 킹 레코드, 콜롬비아뮤직엔터테인먼트, 제네온 유니버설 엔터테인먼트 재팬, 드왕고 AG 엔터테인먼트, 5pb., 픽스 레코드, flying DOG, 란티스 외

### 출연진

#### 8월22일 출연자
- 아야네
- ALI PROJECT
- angela
- 이시카와 치아키
- 이토 카나코
- ELISA
- GRANRODEO
- 쿠리바야시 미나미
- 시모다 아사미
- JAM Project
- 치하라 미노리
- 나카가와 쇼코(특별출연)
- 하츠네 미쿠
- 비트 마리오
- 호리에 유이
- manzo
- 미야노 마모루
- May'n
- 모모이 하루코

#### 8월23일 출연자
- 오미 토모에
- 오오츠키 켄지와 절망소녀대{노나카 아이, 신타니 료코, 코바야시 유우, 사와시로 미유키}(大槻ケンヂと絶望少女達(野中藍,新谷良子,小林ゆう,沢城みゆき))
- 오쿠이 마사미
- Gackt
- 카게야마 히로노부[5]
- 사이킥 러버
- 사카키바라 유이
- savage genius
- Suara
- 타무라 유카리
- 나카무라 에리코, 이마이 아사미, 니고 마야코 from THE IDOLM@STER
- 히라노 아야
- FictionJunction
- 페이란
- 미즈키 나나
- m.o.v.e
- 요정제국
- 요네쿠라 치히로

##### 시크릿 게스트
- 시쿠라 치요마루(8월 22일, 아야네의 백기타리스트로 참가)
- 난리 유카(8월 23일, FictionJunction YUUKA로 참가)

### 공연 리스트

#### 8월 22일
1. 잔혹한 천사의 테제(残酷な天使のテーゼ)/이시카와 치아키+angela (신세기 에반게리온 OP)
2. Spiral/angela (아수라 크라잉 OP)
3. Shangri-La/angela (창궁의 파프너 OP)
4. F.D.D/이토 카나코(CHAOS;HEAD OP)
5. 추상의 디스페어(追想のディスペア)/이토 카나코(쓰르라미 울적에 반제 1권 타타리 OP)
6. 사랑의 Medicine~아니서머 버전(愛のメディスン　～アニサマバージョン～)/모모이 하루코(간호마녀 코무기쨩 매지카르테 OP)
7. WONDER MOMO-i ～World tour version～/모모이 하루코(태고의 달인 시리즈)
8. 마이 페이스 대왕(マイペース大王)/모모이 하루코+manzo(현시현 OP)
9. 미조노구치 태양족(溝ノ口太陽族)/manzo(천체전사 선레드 OP)
10. 속 미조노구치 태양족(続・溝ノ口太陽族)/manzo(천체전사 선레드 제 2기 OP)
11. Endless Tears.../아야네(11eyes CrossOver OP)
12. 컴플렉스 이미지(コンプレックス・イマージュ)/아야네 (쓰르라미 울적에 축제 ~미오츠구시 편~ OP
13. Wonder Wind/ELISA(하야테처럼! OP)
14. ebullient future -アニサマVer-/ELISA(ef - a fairy tale of the two. OP)
15. 마음(ココロ)/시모다 아사미
16. 미쿠미쿠하게 해줄게♪(｢みくみくにしてあげる♪｣【してやんよ】)/하츠네 미쿠
17. 블랙★록 슈터(ブラック★ロックシューター)/하츠네 미쿠
18. Help me, ERINNNNNN!!/비트 마리오(COOL&CREATE)
19. tRANCE/GRANRODEO(흑신 the Animation OP)
20. modern strange cowboy/GRANRODEO(니들리스 OP)
21. 메들리/호리에 유이
  1. JET!!(타이업 없음)
  2. 바닐라 솔트(バニラソルト)(토라도라! ED)
22. YAHHO!!/호리에 유이(카나메모 ED)
23. 해피☆마테리얼(ハッピー☆マテリアル)/호리에 유이+치하라 미노리(마법선생 네기마! OP)
24. First Pain/이시카와 치아키(엘레멘트 헌터 OP)
25. Prototype/이시카와 치아키(기동전사 건담 00 ED)
26. J☆S/미야노 마모루(카드 학원 ED)
27. Discovery/미야노 마모루(환상게임 주작이문 OP)
28. 그대에게 죽음이 오지 않기를(キミシニタモウコトナカレ)/May'n (샹그리라 OP)
29. 다이아몬드 크레바스(ダイアモンドクレバス)/May'n(마크로스 F OP)
30. 미라클 어퍼 WL(ミラクル・アッパーWL)/May'n+오쿠이 마사미 (온타마! OP)
31. 하늘색 Days(空色デイズ)/나카가와 쇼코(특별출연)(천원돌파 그렌라간 OP)
32. 눈물의 씨앗, 웃음의 꽃(涙の種,笑顔の花)/나카가와 쇼코(특별출연)(극장판 천원돌파 그렌라간 니암편 주제가)
33. WHAT'S UP GUYS?/쿠리바야시 미나미+타니야마 키쇼(폭렬헌터 OP)
34. 귀제의 검(鬼帝の剣]]/ALI PROJECT(강철의 라인베럴 OP)
35. 전율의 아이들(戦慄の子供たち)/ALI PROJECT(Phantom 〜Requiem for the Phantom〜 OP)
36. 지옥의 문(地獄の門)/ALI PROJECT (Phantom 〜Requiem for the Phantom〜 ED)
37. Voyager train/치하라 미노리 (애니송 플러스 ED)
38. Tomorrow's chance/치하라 미노리(Run Run LAN! OP)
39. Paradise Lost/치하라 미노리(식령-제로- OP)
40. Precious Memories》/쿠리바야시 미나미(그대가 바라는 영원 OP)
41. 눈물의 이유(涙の理由)/쿠리바야시 미나미(스쿨데이즈 ED)
42. sympathizer/쿠리바야시 미나미(흑신 the Animation OP)
43. Crest of "Z's"》/JAM Project(슈퍼로봇대전 Z OP)
44. 수호신-The guardian(守護神-The guardian)/JAM Project(진 마징가 충격! Z편 on television OP)
45. 레스큐 파이어(レスキューファイアー)/JAM Project(토미카 히어로 레스큐 파이어 OP)
46. SKILL/JAM Project(제2차 슈퍼로봇대전 알파 OP)
47. RE:BRIDGE～Return to oneself～/아니서머 2009 출연 아티스트
-앵콜-
48. OUTRIDE/아니서머 2009 출연 아티스트
49. RE:BRIDGE～Return to oneself～/출연자전원

#### 8월 23일
1. 메들리 / 미즈키 나나 + 히라노 아야
  1. DISCOTHEQUE(로자리오와 뱀파이어 CAPU2 OP)
  2. MonStAR(아니타마 ED)
2. Super Driver/히라노 아야(스즈미야 하루히의 우울 신 OP)
3. Set me free/히라노 아야(Run Run LAN! OP)
4. 약속의 장소에(約束の場所へ)/요네쿠라 치히로(카레이도 스타 ED)
5. 10 YEARS AFTER/요네쿠라 치히로(기동전사 건담 제 08MS 소대 ED)
6. 그리고 나는…(そして僕は…)/사카키바라 유이(프리즘 아크 OP)
7. 사랑의 불꽃(恋の炎)/사카키바라 유이(카노콘 ED)
8. 세키레이(霊喰い)/요정제국(식령-제로- 이미지 송)
9. last Moment/요정제국(마이 히메 운명의 계통수 삽입곡)
10. 사람으로서 축이 흔들리고 있어(人として軸がぶれている)/오오츠키 켄지와 절망소녀단(안녕, 절망선생 OP)
11. 공상 룸바(空想ルンバ)/오오츠키 켄지와 절망소녀단(속 안녕, 절망선생 OP)
12. 사과 비틀기 빔!(林檎もぎれビーム!)/오오츠키 켄지와 절망소녀단(참 안녕, 절망선생 OP)
13. CHA-LA HEAD-CHA-LA/카게야마 히로노부(드래곤볼 Z OP)
14. 성투사신화-SOLDIER DREAM-(聖闘士神話-SOLDIER DREAM-)/카게야마 히로노부(성투사성시 OP)
15. Parallel Hearts/FictionJunction (판도라 하츠 OP)
16. 새벽의 차(暁の車)/FictionJunction (기동전사 건담 SEED 삽입곡)
17. nowhere/FictionJunction (MADLAX 삽입곡)
18. Return to Love/오우미 토모에(솔티 레이 ED)
19. Maze/savage genius feat.오우미 토모에(판도라 하츠 ED)
20. 나를 봐줘(私をみつけて。)/savage genius(판도라 하츠 ED)
21. Dark Side of the Light/페이란(식령-제로- 삽입곡)
22. mind as Judgment/페이란(카난 OP)
23. 혼의 루프란(魂のルフラン)/페이란 + 오쿠이 마사미(신세기 에반게리온 극장판 DEATH & REBIRTH 사도신생 테마곡
24. LOVE SHIELD/오쿠이 마사미(사랑하는 소녀와 수호의 방패 -The shield of AIGIS- OP)
25. 흩날리는 눈처럼(舞い落ちる雪のように)/Suara (WHITE ALBUM ED)
26. Free and Dream/Suara(티어즈 투 티아라 OP)
27. DANZEN! 두 사람은 프리큐어(ver.Max Heart)(DANZEN!ふたりはプリキュア (ver.Max Heart))/타무라 유카리 + 신타니 료코(두 사람은 프리큐어 Max Heart OP)
28. LOST IN SPACE/싸이킥 러버(타이타니아 ED)
29. THE IDOLM@STER/나카무라 에리코・이마이 아사미・니고 마야코 from THE IDOLM@STER
30. キラメキラリ/나카무라 에리코・이마이 아사미・니고 마야코 from THE IDOLM@STER
31. my song/나카무라 에리코・이마이 아사미・니고 마야코 from THE IDOLM@STER
32. 메들리/m.o.v.e
  1. DOGFIGHT(이니셜 D Fourth Stage OP)
  2. Blazin' Beat(이니셜 D Second Stage OP)
33. Gravity/m.o.v.e (러키☆스타 삽입곡)
34. Cherish Girl(チェルシーガール)/타무라 유카리(타이업 없음)
35. Tomorrow/타무라 유카리(그로우 랜서 OP)
36. Little Wish ～first step～/타무라 유카리(마법소녀 리리컬 나노하 ED)
37. 애 전사(哀 戦士)[6]/GACKT(기동전사 건담 건담 vs 건담 NEXT 메인테마)
38. The Next Decade/GACKT(극장판 가면라이더 디케이드 올라이더 대 대쇼커 테마곡)
39. REDEMPTION/GACKT (파이널 판타지VII 테마곡)
40. Gimmick Game/미즈키 나나, motsu(m.o.v.e)(카드 학원 OP)
41. 심애(深愛)/미즈키 나나, Suara(WHITE ALBUM OP)
42. 열락 카메리아(悦楽カメリア)/미즈키 나나(돌격! 원 플러스 ED)
43. Orchestral Fantasia/미즈키 나나(음악전사 MUSIC FIGHTER POWER PLAY)
44. RE:BRIDGE～Return to oneself～/아니서머 2009 출연 아티스트
-앵콜-
45. ONENESS/아니서머 2009 출연 아티스트
46. RE:BRIDGE～Return to oneself～/출연자전원

### CD
REBRIDGE～Return to oneself～
노래: 아야네, ALI PROJECT(타카라노 아리카), 이시카와 치아키, 이토 카나코, ELISA, 오미 토모에, 오쿠이 마사미, GRANRODEO, 쿠리바야시 미나미, 사이킥러버, 사카키바라 유이, savage genius, JAM Project(카게야마 히로노부, 엔도 마사아키, 키타다니 히로시, 오쿠이 마사미, 후쿠야마 요시키), Suara, 치하라 미노리, 히라노 아야, manzo, 미즈키 나나, May'n, 모모이 하루코, 요네쿠라 치히로
작사: 오쿠이 마사미/작곡: 쿠리바야시 미나미/편곡: 스즈키 Daichi 히데유키
Animelo Summer Live 2009 -RE:BRIDGE- 테마곡
2009년 6월 24일 발매. 드왕고 AG 엔터테인먼트/evolution/DWCS-1001

### 블루레이 및 DVD
Animelo Summer Live 2009 RE:BRIDGE 8.22
2010년 2월 24일 발매/킹레코드/KIXM-1007〜1008,KIBM-1052〜1054
Animelo Summer Live 2009 RE:BRIDGE 8.23
2010년 2월 24일 발매/킹레코드/KIXM-1009〜1010,KIBM-1055〜1057
※ Blu-ray판(2장의 디스크로 구성) 및 DVD판(3장의 디스크로 구성)으로 발매.
- 22일분은 나카가와 쇼코가 미수록
- 23일분은 전곡 수록

### 관련 방송
2007년과 동일하게 《@Tunes.》 내에서 〈아니서머 STATION〉이 매주 10분 정도 방송되었다. MC는 오우미 토모에와 savage genius로 아니메 성인에도 3주에 걸쳐 방송되었다. 그러나 22일과 23일의 영상도 같이 있다.

### 동영상
- 니코니코 동화안에 《아니서머 채널》이 개설되어, 《아니서머 STATION》 및 관계자들의 코멘트 등 관련 동영상이 수시로 제공된다.

### 온라인 중계
- 22일 공연은 니코니코 동화에서 생중계 되었으나 나카가와 쇼코의 영상은 사정상 중계되지 않았다.

### 그 외에
- 양일 모두, 개최 전의 시간대에 사이타마 슈퍼 아레나 느티나무 광장에서 미니 라이브나 라디오의 공개 녹음등이 행해졌다.
- 23일 공연 종료 후 작년과 동일하게 스크린에서 Animelo Summer Live 2010의 개최가 고지되었다.
- 애니메이션 성인, 애니메이션 TV에서 라이브의 모습을 정리한 특별 프로그램이 방송되었다. 또, MUSIC JAPAN 신세기 아니송 SP완전판 MAX」 내에서 라이브의 일부를 정리한 영상이 방송되었다.
- 2009년 2월 26일에 개최 발표 기자 회견을 했다. 사회는 와시자키 타케시. 카게야마 히로노부, 오쿠이 마사미, 아야네, 치하라 미노리, 요네쿠라 치히로, savage genius가 아티스트 대표로 참가했다.

## 2010년
- 타이틀: Animelo Summer Live 2010 -evolution-
- 개최일: 2010년 8월 28일, 8월 29일
- 장소: 사이타마 슈퍼 아레나 (스타지움)
- 주최: AG-ONE(드왕고(와)과 분카 방송의 합작회사[7]), 분카 방송
- 후원: 애니맥스 브로드캐스트 재팬, 키즈 스테이션,NACK5,사이타마 슈퍼 아레나
- 특별협력: 굿 스마일 컴퍼니, 부시 로드
- 기획: 애니멜로 섬머 라이브 2010 실행위원회
- 협력: 킹레코드, 제네온 유니버설 엔터테인먼트 재팬, 드왕고 뮤직 엔터테인먼트, 5pb., flying DOG, 란티스 외
- 여행기획, 실현: 긴키 일본 투어리스트, JTB 동경 법인

### 출연자

#### 8월 28일
- angela
- 이시카와 치아키
- 이토 카나코＋사쿠라 치요마루
- ELISA
- Girls Dead Monster(LiSA,marina)
- 쿠리바야시 미나미
- GRANRODEOTHE
- GOMBAND
- JAM Project
- Sphere
- 다카하시 나오즈미
- 난리 유카
- nomico(노미코) + Masayoshi Minoshima
- fripSide
- 요네쿠라 치히로
- 리아

#### 8월 29일
- 아야네
- ALI PROJECT
- 엔도 마사아키
- 오쿠이 마사미
- CrushTears
- 사이킥 러버
- 타무라 유카리
- 치하라 미노리
- 페이란
- 미즈키 나나
- 밀키홈즈
- milktub
- May'n
- 모모이 하루코

#### 특별 게스트
- 마기 시로, 마기 신지, 마기 리히로(8월 28일, fripside의 게스트로 참석)
- 타무라 나오미(8월 28일, 요네쿠라 치히로의 세션에 참석)
- motsu(8월 29일, 타무라 유카리의 세션에 참석)
- KOTOKO(8월 29일)

### 공연 리스트

#### 8월 28일
1. 레스큐 파이어 (レスキューファイアー)/JAM Project×쿠리바야시 미나미 (토미카 히어로 레스큐 파이어 1기 OP)
2. only my railgun/fripSide (어떤 과학의 초전자포 1기 OP)
3. LEVEL5-judgelight-/fripSide (어떤 과학의 초전자포 2기 OP)
4. 얼터너티브(オルタナティヴ)/angela (아수라 크라잉 2기 OP)
5. Separation/angela (창궁의 파프너 ED)
6. 푸른 봄(蒼い春)/angela (학생회 임원들 ED)
7. 멀리까지~infinity~(遠くまで～infinity～)/타카하시 나오즈미
8. 클로버(クローバー)/타카하시 나오즈미
9. 달의 인도(月導)/난리 유카 (오오카미카쿠시 ED)
10. 물방울(雫)/난리 유카 (.hack//Quantum 주제가)
11. Dear My Friend-아직보지못한미래에-(Dear My Friend-まだ見ぬ未来へ-)/ELISA (어떤 과학의 초전자포 1기 ED)
12. Real Force/ELISA (어떤 과학의 초전자포 2기 ED)
13. 역광(逆光)/이시카와 치아키(전국BASARA3 ED)
14. 눈물샘(涙腺)/이시카와 치아키(전국BASARA 2기 삽입곡)
15. Find the blue/이토카나코+사쿠라 치요마루 (CHAOS HEAD OP)
16. 스카이크라드의 관측자(スカイクラッドの観測者)/이토카나코+사쿠라 치요마루 (STEINS GATE OP)
17. Bad Apple!!/nomico(노미코)+Masayoshi Minoshima
18. Braveheart/THE GOMBAND (블랙락슈터 OVA ED)
19. 블랙 록 슈터(ブラック★ロックシューター)/THE GOMBAND
20. 새의 시(鳥の詩)/Lia (AIR OP)
21. My Soul,Your Beats!/Lia (Angel Beats OP)
22. Alchemy【marina】/Girls Dead Monster(marina) (Angel Beats 삽입곡)
23. Crow Song【Lisa】/Girls Dead Monster(LiSA) (Angel Beats 삽입곡)
24. Brave Song/Lia×Girls Dead Monster(LiSA,marina) (Angel Beats ED)
25. Butterfly Kiss/요네쿠라 치히로 (RAVE OP)
26. WILL/요네쿠라 치히로 (선계전 봉신연의 OP)
27. 양보할 수 없는 소원(ゆずれない願い)/요네쿠라치히로+타무라 나오미 (마법기사 레이어스 1기 OP)
28. Crystal Energy/쿠리바야시 미나미 (마이오토메 2기 OP)
29. 명야화전랑(冥夜花伝廊)/쿠리바야시 미나미 (카타나가타리 1기 OP)
30. 언리얼♥파라다이스(あんりある♥パラダイス)/쿠리바야시 미나미 (캠퍼 OP)
31. Now loading...SKY!!/Sphere (놀러갈게 OP)
32. Super Noisy Nova/Sphere (하늘가는대로 OP)
33. Future Stream/Sphere (첫사랑한정 OP)
34. 욕망∞(欲望∞)/GRANRODEO
35. ROSEHIP‐BULLET/GRANRODEO (토가이누의 피 OP)
36. Once＆Foever/GRANRODEO (마브라브 얼터너티브 사이드스토리 OP)
37. MAXIMIZER/JAM Project
38. TRANSFORMERS EVO./JAM Project (트랜스포머 애니메이티드 OP)
39. HERO/JAM Project
40. GONG～SKILL/JAM Project (제3차 슈퍼로봇대전 알파 OP ~ 제2차 슈퍼로봇대전 알파 OP)
-앵콜-
41. RE:BRIDGE～Return to oneself～/애니서머 2009 테마송
42. evolution ～for beloved one～/애니서머 2010 테마송

#### 8월 29일
1. 창성의 아쿠에리온(創聖のアクエリオン)/치하라 미노리×May'n (창성의 아쿠에리온 1기 OP)
2. Paradise Lost/치하라 미노리 (식령제로 OP)
3. 상냥한 망각(優しい忘却)/치하라 미노리 (스즈미야 하루히의 소실 주제가)
4. Freedom Dreamer/치하라 미노리
5. 바보 Go Home(バカ・ゴー・ホーム)/milktub (바보와 시험과 소환수 ED)
6. Happy Go!!/milktub (에델바이스 ED)
7. Get Wild/사이킥 러버×milktub
8. 초! 최강! 워리어즈(超!最強!ウォーリアーズ)/사이킥 러버 (슈팅바쿠간 2기 OP)
9. 사무라이전대 신켄저(일본어: 侍戦隊シンケンジャー)/사이킥 러버 (사무라이전대 신켄저 OP)
10. Astro Rider/Crush Tears
11. Communication Breakdown/Crush Tears (슈팅바쿠간 2기 ED)
12. SERIOUS-AGE/페이란 (브레이크 블레이드 ED)
13. 전장에 핀 한송이 꽃(戦場に咲いた一輪の花)/페이란 (백기사 이야기 -빛과 어둠의 각성- 주제가)
14. Errand/페이란 (성흔의 퀘이사 OP)
15. 비 갠 뒤의 미래(雨上がりのミライ)/밀키홈즈 (탐정 오페라 밀키 홈즈 주제가)
16. 연화대란(恋華大乱)/오쿠이 마사미 (진 연희무쌍 ~소녀대란~ OP)
17. Flower/오쿠이 마사미
18. Arrival of Tears/아야네 (11eyes OP)
19. Angelic bright/아야네 (쓰르라미 울적에 반 주제곡)
20. Northern lights/아야네×페이란 (샤먼킹 2기OP)
21. 톤도르 베이비(トンドルベイビー)/모모이 하루코 (아카호리 사토루 외도 아워 러브게 ED)
22. 21세기(21世紀)/모모이 하루코 (모모이하루코의 니코니코 RADIO ED)
23. 승리의여신(勝利の女ネ申)/모모이 하루코 (니코니코 동화 월드컵 특별방송 이미지송)
24. BELIEVE IN NEXUS/엔도 마사아키 (유희왕 5D's 4기 OP)
25. Carry On/엔도 마사아키 (마브러브 얼터네이티브 삽입곡)
26. 장미지옥소녀(薔薇獄乙女)/ALI PROJECT (로젠메이든 오베르튜레 OP)
27. 칼과 칼집(刀と鞘)/ALI PROJECT (카타나가타리 OP)
28. 난세 에로이카(亂世エロイカ)/ALI PROJECT (Fate/Extra 주제곡)
29. 유니버설 바니(ユニバーサル・バニー)/May'n (마크로스 프론티어 허공가희~거짓의가희~ 삽입곡)
30. 사랑은 떨어지는 별처럼(愛は降る星のごとく)/May'n (최강무장전 삼국연의 ED)
31. Ready Go!/May'n (오오카미씨와 7명의 동료들 OP)
32. 가르쳐줘 A to Z(教えてA to Z)/타무라 유카리 (B형H계 OP)
33. Tiny Rainbow/타무라 유카리 (마법소녀 리리컬 나노하A's 포터블-THE BATTLE OF ACES- ED)
34. fancy baby doll/타무라 유카리
35. You ＆ Me feat.motsu/타무라 유카리feat.motsu
36. Shooting Star/KOTOKO (오네가이티쳐 OP)
37. Loop-the-Loop/KOTOKO (좀더 투러브 투러블 OP)
38. Re-sublimity/KOTOKO (신무월의 무녀 OP)
39. Don't be long./미즈키 나나 (마법소녀 리리컬 나노하 THE MOVIE 삽입곡)
40. NEXT ARCADIA/미즈키 나나
41. PHANTOM MINDS/미즈키 나나 (마법소녀 리리컬 나노하 THE MOVIE OP)
42. UNCHAIN∞WORLD/미즈키 나나×오쿠이 마사미 (무한의 프론티어 EXCEED 슈퍼 로봇 대전 OG 사가 OP)
-앵콜-
43. Generation-A/애니서머 2007 테마곡
44. evolution ～for beloved one～/애니서머 2010 테마곡

### CD
evolution 〜for beloved one〜
가수: 아야네, ALI PROJECT(타카라노 아리카), 이시카와 치아키, 이토 카나코, 오쿠이 마사미, GRANRODEO, 쿠리바야시 미나미, JAM Project(카게야마 히로노부, 엔도 마사아키, 키타다니 히로시, 오쿠이 마사미, 후쿠야마 요시키), 타무라 유카리, 치하라 미노리, 난리 유카, 페이란, fripSide, 미즈키 나나, May'n, 모모이 하루코
작사: 오쿠이 마사미/작곡: 쿠리바야시 미나미/편곡: 이이즈카 마사아키
Animelo Summer Live 2010 -evolution- 테마송
2010년 6월 23일 발매. 드왕고 뮤직 엔터테인먼트/Avex 마케팅/DGES-10003

### DVD 및 블루레이 디스크
Animelo Summer Live 2010 -evolution- 8.28
2011년 4월 20일 발매/킹레코드/KIBM1058(DVD),KIXM1012(Blu-ray Disc)
Animelo Summer Live 2010 -evolution- 8.29
2011년 4월 20일 발매/킹레코드/KIBM1061(DVD),KIXM1014(Blu-ray Disc)
※ Blu-ray판(2장의 디스크로 구성) 및 DVD판(3장의 디스크로 구성)으로 발매.
※ 당초 2011년 4월 6일에 발매할 예정이었으나 동일본 대지진으로 인하여 발매일이 늦어졌다. 전 곡이 수록되었다.

### 관련 방송
니코니코 동영상내의〈아니서머 채널〉이 리뉴얼되어 니코니코 동영상에서 2주마다 목요일에〈아니서머 STATION〉이 방송된다. MC는 스테이지 프로듀서를 맡는 모리타 쥰쇼, 어시스턴트는 아피리아・서가・이스트의 유카 핀・도르와 르이즈・스포르츄어.

### 영상 갱신
〈아니서머 2010~이코니코 생방송 34시간 스페셜~〉로서 28일과 29일의 양일의 라이브 본편의 모양에 가세해 개시전의 느티나무 광장의 모습이나 심야의 스테이지뒤의 모습등이 싱글벙글 생방송으로 방송되었다.라이브 본편은 티켓 구입으로의 유료 방송(스피어, 타무라 유카리, 미즈키 나나, 29일의 엔딩은 형편에 의해 방송되지 않았다.).

### 그 외 기타
- 양일 모두 작년과 같이, 개최 전의 시간대에 사이타마 슈퍼 아레나 느티나무 광장에서 미니 라이브나 라디오의 공개 녹음등이 행해졌다.
- 2010년 2월 19일에 발표 기자 회견을 했다. 사회는 와시자키 타케시. 동시에 동년에 아니사마 GIRLS NIGHT와 Animelo Summer Live in Shanghai의 개최도 발표되었다. 그러나 Shanghai에 관해서는 후술대로 한 번 중지가 결정된 후에, 2011년에 개최되는 일이 되었다. 기자회견에는 아티스트 대표로 카게야마 히로노부, 오쿠이 마사미, 타무라 유카리, fripside, 모모이 하루코, May'n이 참가했다.

### 아니서머 걸스 나이트
- 타이틀: 아니서머 걸스 나이트
- 개최일: (오사카) 2010년 10월 31일, (도쿄) 11월 3일
- 장소: (오사카) Zepp Osaka, (도쿄) Zepp Tokyo

#### 출연자

##### 양일참가
- 아소 나츠코
- 오쿠이 마사미
- 쿠리바야시 미나미
- 시모다 아사미
- 신타니 료코
- 스테파니
- 나카노 아이코
- 페이란

##### 오사카 한정
- Suara
- May'n

##### 도쿄 한정
- 이마이 아사미
- 사토 히로미
- 미사토 아키

#### 관련 방송
니코니코 생방송을 통해 격주 목요일에〈공주 토크〉가 방송된다. MC는 오쿠이 마사미, 시모다 아사미, 페이란.

#### 영상 갱신
- 10월 31일, 11월 3일의 양일의 라이브의 모양이 니코니코 생방송으로 방송 예정. 티켓 구입으로 볼 수 있는 유료 방송(일부 토크 파트는 미방송 예정).

#### 그외
- 출연자, 관객, 밴드 멤버, 당일 스태프 진들이 모두 여성인 여성 한정 이벤트
- 니코니코 생방송의 관람 또는 물건 구매는 남자들도 가능
- 2010년 7월 8일에 개최 발표 기자회견이 있었다. 사회는 사토 히로미.

## 2011년

### Anisama in Shanghai -Only One-
- 타이틀: Anisama in Shanghai -Only One-
- 개최일: 2011년2월 19일
- 회장: 샹하이 체육관

### 출연진
- ALI PROJECT
- 이시다 요코
- 엔도 마사아키
- 오레파라(이와타 미츠오・오노 다이스케・스즈무라 켄이치・모리쿠보 쇼타로)
- 카게야마 히로노부
- 키타다니 히로시
- Kimeru
- 쿠리바야시 미나미
- JAM Project
- 후쿠야마 요시키
- May'n

### 그 외에
- 2010년의 발표 기자 회견때에 2010년 11월 하순에「Animelo Summer Live in Shanghai」로서 샹하이에서의 개최를 예정하고 있다고 발표했지만, 2010년 하반기의 중일 관계 악화의 영향으로 같은 해 10월 1일에 개최 취소를 발표했다.
- 그 후, 2011년이 되어 재차 샹하이에서 행해지는 것이 발표되었다. 2011년 1월 13일에 발표 기자 회견을 했다.
- 테마곡으로는 JAM Project의 Omly One(중국어 Ver.)가 사용되었다.